# 史特芬十四面體
史特芬十四面體是一種彈性多面體，由克勞斯·史特芬於1978年發現:244-247。這種多面體基於布里卡爾八面體但沒有自相交的面。這個多面體一共有14個三角形面，是最簡單的由非相交面組成的彈性多面體。其遵循強風箱猜想（strong bellows conjecture），這意味著其登不變量在形變過程皆保持不變。

## 性質
史特芬十四面體由14個面、21條邊和9個頂點組成。其6個面又可以分成2個子群：來自布里卡爾八面體的6個三角形組，以及將這些三角形組拼起來的另外兩個三角形。

### 頂點座標
史特芬十四面體的頂點座標為：
{\displaystyle p_{1}=\left(0,\,0,\,0\right)}
{\displaystyle p_{2}=\left(-12,\,0,\,0\right)}
{\displaystyle p_{3}=\left({\frac {1}{24}},\,-{\frac {17{\sqrt {287}}}{24}},\,0\right)}
{\displaystyle p_{4}=\left(x,\,r\cos \theta ,\,r\sin \theta \right)}
其中{\displaystyle x}與{\displaystyle r}可透過下列方程組得出：
{\displaystyle {\begin{cases}\left\|p_{1}-p_{4}\right\|^{2}=25\\\left\|p_{2}-p_{4}\right\|^{2}=100\end{cases}}}
{\displaystyle p_{5}}、{\displaystyle p_{6}}、{\displaystyle p_{7}}皆是未知數，其可由下列方程組得出：
{\displaystyle {\begin{cases}\left\|p_{5}-p_{4}\right\|^{2}=121\\\left\|p_{5}-p_{2}\right\|^{2}=100\\\left\|p_{6}-p_{4}\right\|^{2}=144\\\left\|p_{6}-p_{1}\right\|^{2}=100\\\left\|p_{7}-p_{2}\right\|^{2}=144\\\left\|p_{7}-p_{3}\right\|^{2}=144\\\left\|p_{5}-p_{6}\right\|^{2}=144\\\left\|p_{6}-p_{7}\right\|^{2}=100\\\left\|p_{7}-p_{5}\right\|^{2}=25\end{cases}}}
{\displaystyle p_{8}}、{\displaystyle p_{9}}亦是未知數，分別可由下列兩組方程組得出：
{\displaystyle {\begin{cases}\left\|p_{8}-p_{3}\right\|^{2}=100\\\left\|p_{8}-p_{6}\right\|^{2}=144\\\left\|p_{8}-p_{7}\right\|^{2}=25\end{cases}}}
{\displaystyle {\begin{cases}\left\|p_{9}-p_{1}\right\|^{2}=25\\\left\|p_{9}-p_{3}\right\|^{2}=100\\\left\|p_{9}-p_{6}\right\|^{2}=144\end{cases}}}
構成史特芬十四面體的14個三角形分別為{\displaystyle \triangle {p_{1}}{p_{2}}{p_{3}}}、{\displaystyle \triangle {p_{7}}{p_{3}}{p_{2}}}、{\displaystyle \triangle {p_{1}}{p_{4}}{p_{2}}}、{\displaystyle \triangle {p_{2}}{p_{4}}{p_{5}}}、
{\displaystyle \triangle {p_{2}}{p_{5}}{p_{7}}}、{\displaystyle \triangle {p_{1}}{p_{6}}{p_{4}}}、{\displaystyle \triangle {p_{4}}{p_{6}}{p_{5}}}、{\displaystyle \triangle {p_{5}}{p_{6}}{p_{7}}}、
{\displaystyle \triangle {p_{6}}{p_{8}}{p_{7}}}、{\displaystyle \triangle {p_{6}}{p_{9}}{p_{8}}}、{\displaystyle \triangle {p_{1}}{p_{9}}{p_{6}}}、{\displaystyle \triangle {p_{3}}{p_{7}}{p_{8}}}、
{\displaystyle \triangle {p_{3}}{p_{8}}{p_{9}}}、{\displaystyle \triangle {p_{1}}{p_{3}}{p_{9}}}。

### 體積
根據風箱定理，多面體的體積必為多項式的根，多項式的係數僅取決於多面體的邊長。由於邊長不會隨著多面體的變形過程改變，因此體積必須保持在多項式的有限個根之一，而不會連續變化，因此史特芬十四面體在不同的變化狀態下體積皆保持不變。以上述頂點座標描述的史特芬十四面體為例，雖然其有不少頂點是可變的值，其在所有變化狀態下的體積皆為定值，其值約為200.777立方單位。:6

## 外部連結
- Steffen's Polyhedron （页面存档备份，存于）, Greg Egan（英语：Greg Egan）